# Charles Loeser
Charles Alexander Loeser (né le 11 janvier 1864 à New York, où il est mort le 15 mars 1928) est un collectionneur d'œuvres d'art et historien de l'art américain d'origine allemande. Il a légué une grande partie de sa collection d'art à des institutions étatiques aux États-Unis et à la ville de Florence.

## Biographie
Charles Loeser est le fils de l'immigrant juif allemand Frederick (ou Friedrich) Loeser , propriétaire du grand magasin Frederick Loeser & Co. Après ses études d'histoire de l'art de 1882 à 1886 à l'université Harvard de Boston, il y suit pendant deux années les séminaires des professeurs de philosophie William James et Josiah Royce. Il commence à collectionner des livres et des images alors qu'il est encore étudiant. Contrairement à la pratique générale parmi les immigrants juifs, il n'a jamais nié sa confession juive. En 1888, il s'installe dans le pays natal de son père, où il épouse la pianiste allemande Olga Lebert Kaufmann, puis s'installe avec elle à Florence en 1890, où il passe le reste de sa vie à étudier les Quattrocento et Cinquecento.
Il travaille  au Gabinetto Disegni e Stampe degli Uffizi, le département de dessins et d'estampes du musée des Offices, et à l'Albertina de Vienne où il étudie les collections d'art. Il dirige également une petite entreprise d’art, mais ne dépend pas de ses revenus. À partir de 1915, il commence à collectionner des œuvres d'art médiévales et de la Renaissance dans sa maison au décor à l'austère élégance, la Villa Torri di Gattaia, nichée dans les collines florentines derrière la basilique San Miniato al Monte, qu'il a acheté vers 1908, comme il est courant parmi les immigrants anglophones de Florence. Il étudie ses œuvres et fait des recherches afin de pouvoir en faire la classification correcte.
À sa mort en 1928, sa collection comprend environ 1 000 œuvres, dont des peintures, des sculptures, des dessins, des gravures, des monnaies et des objets d'arts décoratifs. Parmi les rares œuvres contemporaines figurent quelques tableaux de Paul Cézanne que Charles Loeser est considéré comme l'un des premiers à apprécier et à collectionner.
Malgré la grande distance, il garde le contact avec ses anciens compagnons et se rend même deux fois dans son ancienne maison de New York. Lors de son deuxième séjour en 1928, il meurt d'une infection pulmonaire. Sa dépouille est transportée à Florence. Un monument lui est érigé dans le cimetière des Allori, œuvre du sculpteur Antonio Maraini. L'artiste a utilisé sa sculpture de Santa Cecilia comme modèle.

## Legs
Deux ans avant sa mort, Charles Loeser a rédigé son testament, appelé « Loeser Legacy ». Toutes les estampes et dessins - au nombre de 262 - sont conservés au Fogg Art Museum de l'université Harvard. Le président des États-Unis a été autorisé à choisir huit tableaux de Cézanne pour décorer les pièces de la Maison-Blanche.
Le don est géré sous la forme d'une fondation, l'Assoziazione Charles Loeser, depuis 2004. L’objectif est de préserver la valeur et de faire des recherches sur les objets exposés. En 2009, le soutien financier est élargi pour inclure la recherche sur les œuvres d'art revendues par les proches survivants. Malheureusement, il n'a pas encore été possible d'établir une liste complète de la collection car les informations pertinentes manquent en raison de leur dispersion.

## Quelques œuvres de la collection Loeser

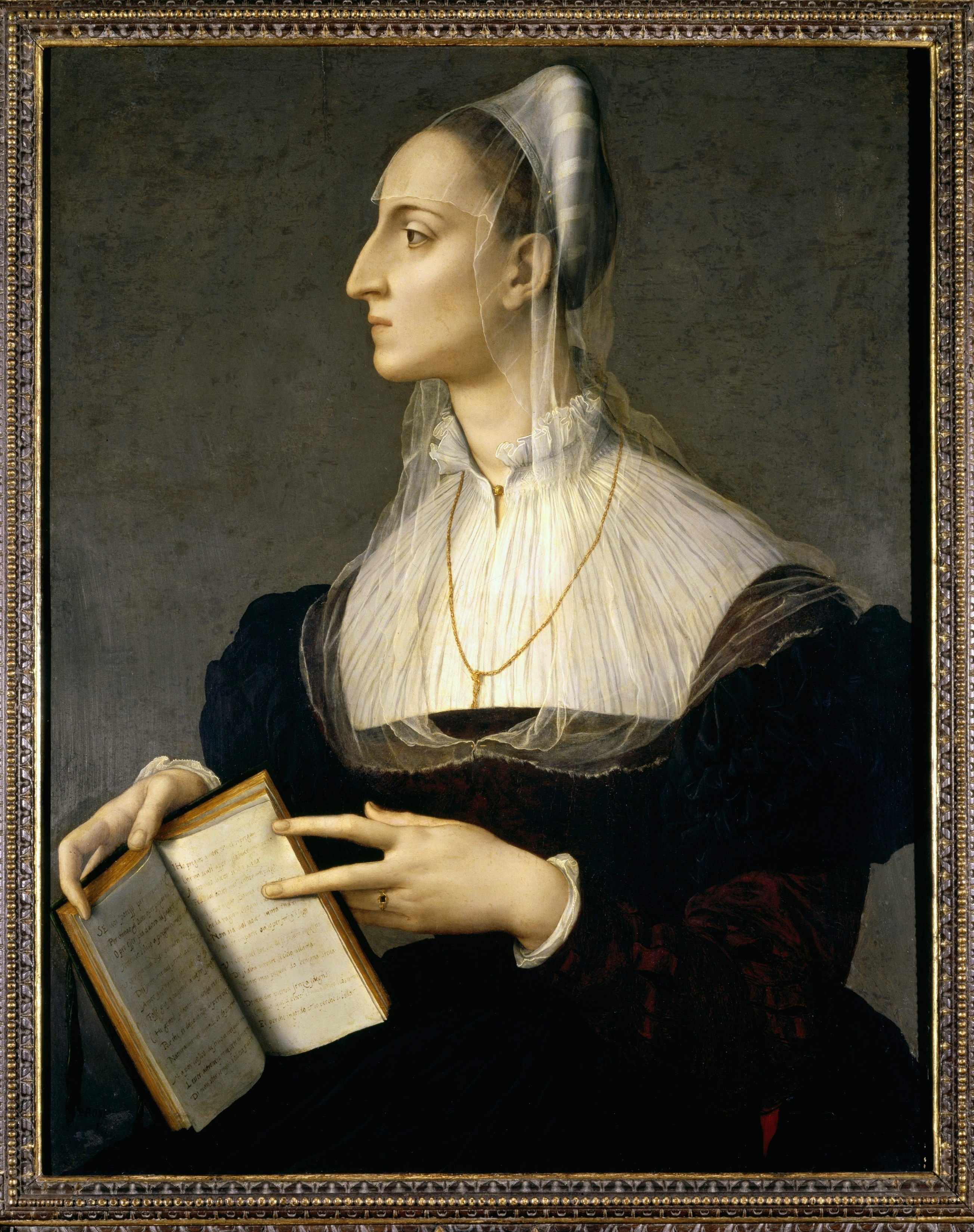
Agnolo Bronzino, Portrait de Laura Battiferri, vers 1555
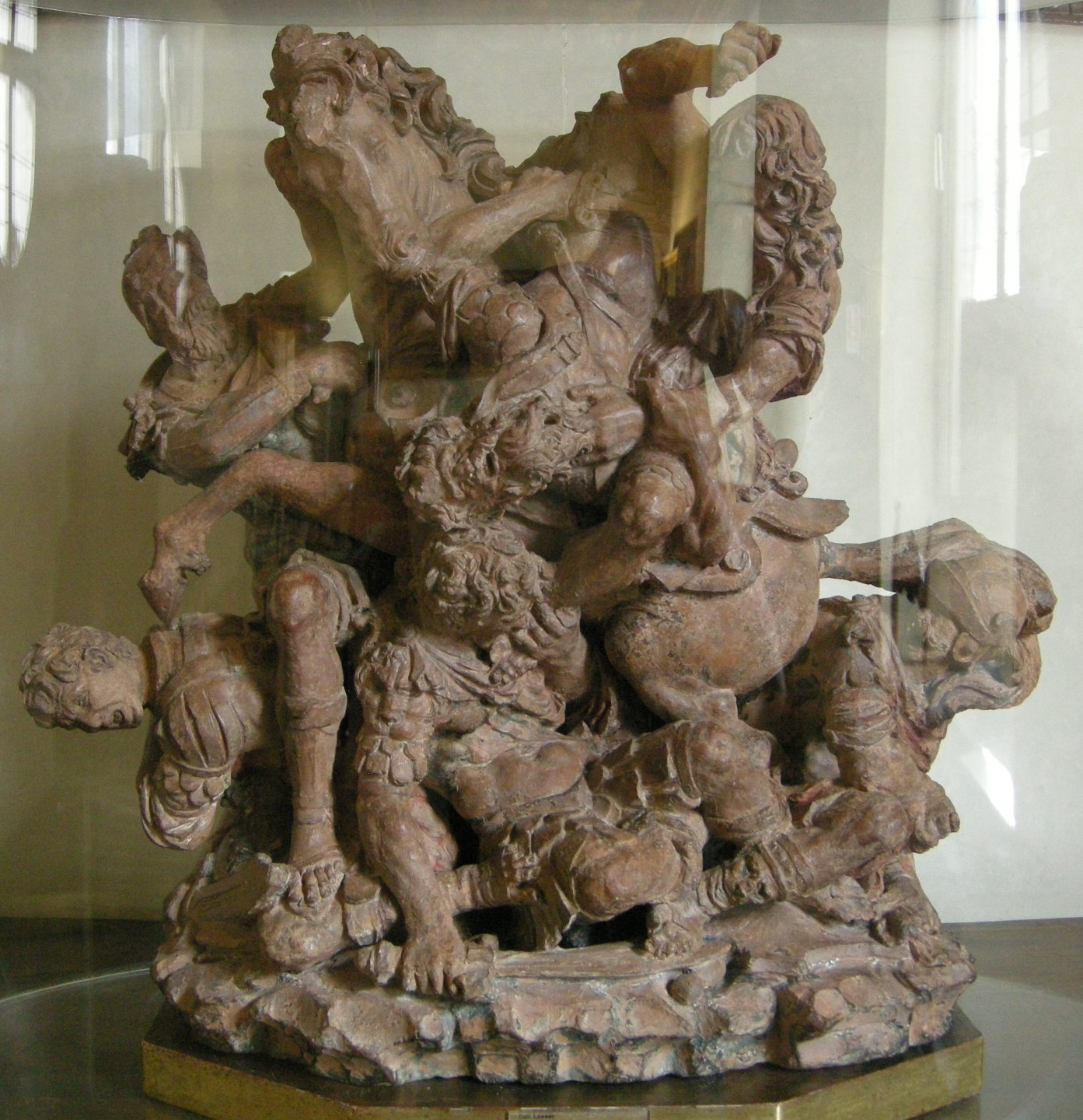
Giovanni Francesco Rustici, Groupe de guerriers
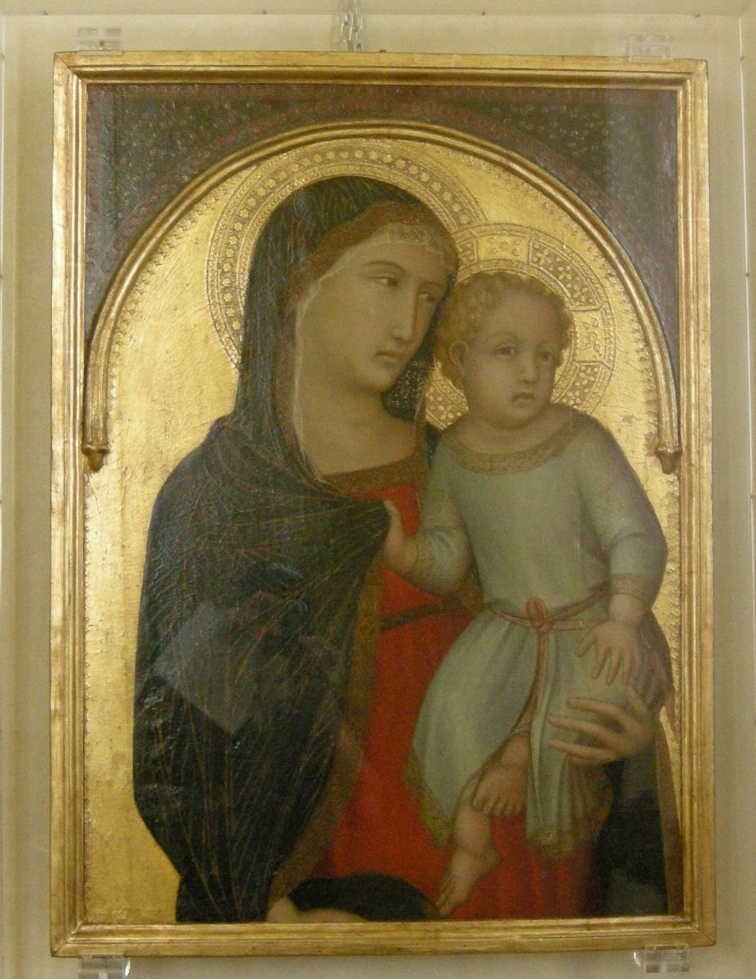
Pietro Lorenzetti, Vierge à l'Enfant, vers 1350
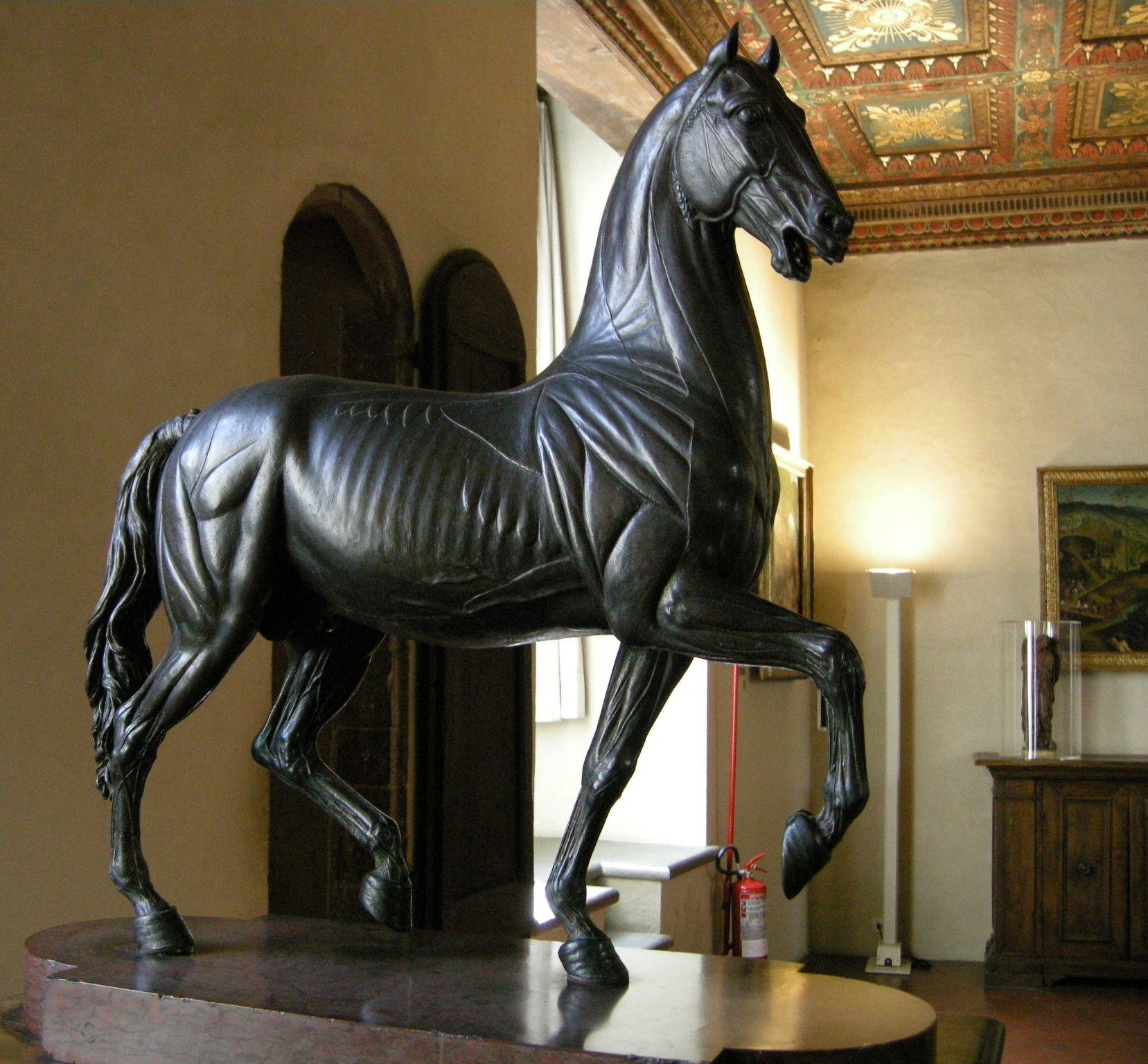
Giuseppe Valadier, bronze de cheval
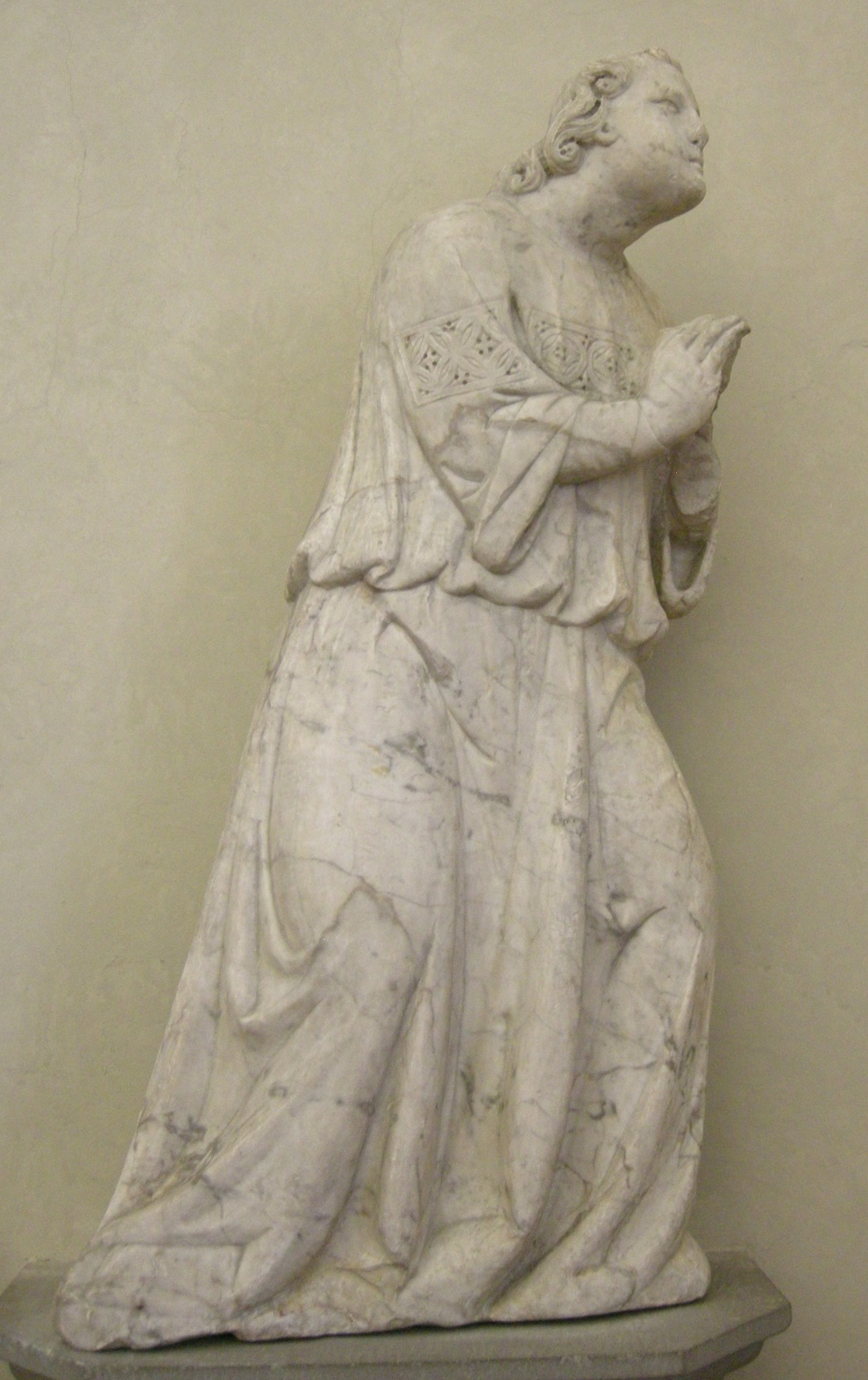
Tino di Camaino, Sculpture d’ange, 1321

## Liens web
- Ressources relatives aux beaux-arts :   - British Museum
  - Grove Art Online
- Notices d'autorité :   - VIAF
  - ISNI
  - BnF (données)
  - IdRef
  - LCCN
  - GND
  - WorldCat
- Courte biographie
- Fondation Charles Loeser
- Le journal de Loeser
- Ecole Internationale de Florence – Villa Torri di Gattaia
- Biographie sur www.theflorentine.net